# Natta-projekció
A Natta-projekció molekulák térszerkezetének kétdimenziós bemutatására használt módszer. A módszert kidolgozója, Giulio Natta után nevezték el. Egy nyílt láncú szénhidrogén esetében a molekula láncát képező szénatomok közötti kötések a papír síkjában, a hidrogének vagy szubsztituensek pedig a fölött vagy az alatt helyezkednek el. Az ábrázolás síkja fölé mutató kötéseket fekete háromszög, a mögé mutatókat csíkozott háromszög jelöli. A Natta-projekció jól használható polimerek takticitásának bemutatására.

## Lásd még
- Haworth-projekció
- Newman-projekció
- Fischer-projekció